# Tserendondovyn Navaanneren
Tserendondovyn Navaanneren (mongol : ᠴᠡᠷᠢᠩᠳᠣᠨᠳᠤᠪ-?
ᠨᠠᠸᠠᠩᠨᠡᠷᠢᠩ, cyrillique : Цэрэндондовын Навааннэрэн, MNS : Tserendondovyn Navaanneren), généralement appelé de son prénom, Navaanneren (chinois : 那旺纳林 ; pinyin : nàwàngnàlín), est le 20e et dernier Setsen khan, gouvernant la ligue de Setsen Khan de 1910 à 1911, à la chute de la dynastie Qing, en Mongolie extérieure. Il devient par la suite ministre de Bogdo Khan.

## Biographie
Petit fils du Setsen khan, Artased et fils de Tserendondov, il naît en 1877.
Il règne à partir de 1910, à la suite du décès de Demchigdorj, mort sans laisser de fils.
À la chute de la dynastie Qing, en 1911, initié par le soulèvement de Wuchang la Mongolie-Extérieure, comme beaucoup d'autres régions de l'Empire chinois prennent leur indépendance. La Mongolie extérieure reste une dépendance de fait de la République de Chine (1912-1949) sous forme de Kaghanat du Bogdo dirigé par Bogdo Khan (à la fois dirigeant religieux (Bodgdo) et militaire (khan). Navaanneren devient alors ministre de la justice, et est gratifié du titre de Mahasamadi Dalai Setsen Khan. En 1922 le gouvernement de la future République populaire mongole (1924 — 1992) s'organise. Navaanneren y est ministre à partir de cette année.
Il décède en 1937, lors des purges des membres de l'ancien régime.